# كيني إينغليز
كيني إينغليز (بالإنجليزية: Kenny Inglis)‏ هو ملحن بريطاني، ولد في 14 سبتمبر 1975.

## وصلات خارجية
- كيني إينغليز على موقع IMDb (الإنجليزية)
- كيني إينغليز على موقع ميوزك برينز (الإنجليزية)
- كيني إينغليز على موقع ديسكوغز (الإنجليزية)

- الموقع الرسمي